# 斉藤一美 ど〜かひとつ!
文化放送ライオンズナイタースペシャル 斉藤一美 ど〜かひとつ!（ぶんかほうそうライオンズナイタースペシャル さいとうかずみ ど〜かひとつ!）は文化放送で、2022年4月から9月まで不定期に放送されたラジオ番組。斉藤一美（文化放送アナウンサー）の冠番組である。

## 概要
斉藤一美は1997年4月にスポーツ部へ配属され、ナイターシーズンは『文化放送ライオンズナイター』『文化放送ホームランナイター』で野球実況を中心に担当。ナイターオフシーズンは当該時間帯のナイターオフ限定ワイド番組を担当して来たが、2017年4月改編で『吉田照美 飛べ!サルバドール』に代わる平日帯 夕方ワイド番組『斉藤一美 ニュースワイドSAKIDORI!』を担当するため、『ダッシュ斉藤 中6日!』の終了を以て、スポーツアナウンサーを退いていた。
『 - SAKIDORI!』は2022年4月改編で終了。後番組の『西川あやの おいでよ!クリエイティ部』が開始。5年振りにスポーツアナウンサーに復帰した斉藤はナイタースタジオ番組を担当した。
『SAKIDORI!』を経て広めた知見を武器に毎回 一つのネタをとことん追求していくことを主軸として、『斉藤一美のスポーツタイム ズミスポ』→『斉藤一美 うるわしの夜』→『ダッシュ斉藤 中6日!』と担当番組で引き継いで来た「似てる人コーナー」や時報跨ぎの斉藤歌唱ジングル「♪もうすぐ○時だぁ」が5年振りに復活した。

## 放送時間
- 原則、ナイター中継のない日（特記がない限り、木曜日）の17:57 - 20:00だが、編成によって異なる[2]。
- セ・パ交流戦予備日（6月14日 - 16日）放送分は西武のビジターゲームの順延[3]を想定かつ聴取率調査期間のため、事実上の2部構成を導入。20:00までは通常の『ど〜かひとつ!』として放送。20:00 - 21:00はかつて土曜日の『ホームランナイター SET UPスペシャル』18時台に編成されていた斉藤と文化放送野球解説者（元職を含む[4]）によるフリートーク番組の復活版を生放送した[5]。オールスターゲームの予備日（7月28日）、ロッテ対西武の予備日（9月16日）にも同様の措置を実施。
  - 第01回　04月07日
  - 第02回　04月14日
  - 第03回　04月21日
  - 第04回　05月03日（火曜日・憲法記念日） 17:57 - 19:30　◇19時台後半・20時台は『文化放送特別編集版 海援隊・南こうせつ・さだまさし・グレープ セイ!シュン コンサート』を放送
  - 第05回　05月04日（水曜日・みどりの日）
  - 第06回　05月05日（こどもの日）
  - 第07回　05月12日
  - 第08回　05月19日
  - 第09回　06月14日（火曜日） ◇20時台は『豊田清 いつもメガネ曇ってます』を放送
  - 第10回　06月15日（水曜日） ◇20時台は『松沼兄弟 仲良しじゃいけませんか?』を放送
  - 第11回　06月16日 ◇20時台は『東尾修 ぶっちゃけトンビ』を放送
  - 第12回　06月23日
  - 第13回　06月30日
  - 第14回　07月15日（金曜日）
  - 第15回　07月28日 ◇20時台は『片岡保幸 こまめにスイッチオフ』を放送
  - 第16回  08月11日（山の日） 17:57 - 19:00　◇19・20時台は『文化放送戦後77年スペシャル』を放送
  - 第17回　09月09日（金曜日）
  - 第18回　09月16日（金曜日） ◇20時台は『駒田徳広 満塁ナイト』を放送
  - 第19回　09月21日（水曜日）
  - 本来は09月22日（木曜日）、23日（秋分の日）にも放送する予定があったが、西武が関わるパ・リーグの3位争いが熾烈になっていたため、急遽そちらの中継に変更となった。第20回・第21回は幻の放送となり、21日を以って終了した。

## コーナー
- 似てる人コーナー - 似てる2人（原則として、片方はスポーツ関係）を募集するコーナー。面白かったネタの投稿者名はコーナータイトルになる。コーナータイトルを賭けた防衛戦方式で行われる。
- ニュース解説 - 『 - SAKIDORI!』の流れを汲むニュース解説コーナー。
- きょうのひとつ! - 特集コーナー。
- エンタメコーナー 松井だよ! - 世の中のエンターテインメント、カルチャー事情を斉藤にプレゼンする。木曜日のナイタースタジオ担当である松井佐祐里（当時文化放送アナウンサー）がプレゼンターを務める。
- Dr.たかよしの浜松町ナイトクリニック - 吉田たかよし（医師）による健康情報コーナー。